# Maria Kalaw Katigbak
Maria Kalaw Katigbak (Manilla, 14 februari 1912 - 10 december 1992) was een Filipijns schrijfster en senator.

## Biografie
Maria Kalaw werd geboren op 14 februari 1912 in de Filipijnse hoofdstad Manilla. Ze was de oudste uit een gezin van vier kinderen van Teodoro Kalaw en Pura Villanueva-Kalaw. Kalaw volgde haar lagere en middelbareschoolopleiding aan het St. Scholastica College en het Philippine Women's College. Aansluitend behaalde ze een Bachelor of Philosophy-diploma aan de University of the Philippines. In 1931 won ze in navolging van haar moeder de titel van koningin van het Manila Carnival, een miss-competitie die van 1908 tot 1939 werd georganiseerd. Nadien studeerde ze in de Verenigde Staten, waar ze in Ann Arbor haar master-diploma behaalde.
Terug in de Filipijnen trouwde ze met dr. Jose Katigbak. Samen kregen ze de jaren erna vier kinderen. In deze periode was ze ook actief in diverse maatschappelijk organisaties. Ze was ze vanaf 1948 actief in het landelijk bestuur van de Girl Scouts of the Philippines en later acht jaar lang president van deze organisatie. Ook voltooide ze in deze periode magna cum laude haar Ph.D. sociale wetenschappen aan de University of Santo Tomas. In 1961 deed Kalaw-Katigbak namens de Liberal Party mee aan de verkiezingen voor de Filipijnse Senaat. Ze eindigde op de zevende plek en won daarmee een termijn van zes jaar als senator. Nadat ze er bij de verkiezingen van 1967 niet in slaagde om herkozen te worden concentreerde ze zich op haar schrijfwerk. In 1974 publiceerde ze de biografieën van haar vader en moeder: Few There were (like my Father) en Legacy: The Life and Times of Pura Villanueva Kalaw.
Kalaw overleed op 10 december 1992 aan de gevolgen van een reeks beroertes. Ze was getrouwd met Jose (Pepito) Katigbak en kreeg met hem vier kinderen: Marinela, Josefina, Purisima en Norberto.